# Рен (египатска митологија)
Рен или име, је староегипатски животни елемент, пошто су Египћани веровали да је човек састављен од тела (Кхет), имена (Рен), сенке (Шут) и три душе (Ка, Ба, Ах).
Рен је виртуални део неке особе, име представља снагу.
Човек може имати више имена, што чини различите аспекте личности. Краљ има најмање пет престоних имена, а нека мења током своје владавине. Картуш је служио као заштита фараоновог имена.
Мењање имена се обично везује за промене у администрацији или религиозној политици владара.
Богови такође имају више имена за своје различите аспекте, као и и тајна имена што значи да овладавају нечим.
Име покојника је неопходно да буде запамћено и изговарано. Неки погребни текстови, призивају пролазнике да изговоре име, јер без тога покојник није могао бити препознат. Они који обезбеде исписивање текста на посмртном споменику, истичу да су учинили да његово име живи.
Уништење имена неке особе, значи да је особа лишена моћи и вечног постојања, отуда је настао обичај брисање имена неких краљева са споменика или изостављање са листе краљевских предака.
Именована опасна бића ако би се име ритуално уклонило, остајала би без својих моћи.